# Heteronychus lioderes
Heteronychus lioderes är en skalbaggsart som beskrevs av Ludwig Redtenbacher 1867. Heteronychus lioderes ingår i släktet Heteronychus och familjen Dynastidae. Inga underarter finns listade i Catalogue of Life.